# U.S. Pro Tennis Championships 1997 - Qualificazioni singolare
Le qualificazioni del singolare  dell'U.S. Pro Tennis Championships 1997 sono state un torneo di tennis preliminare per accedere alla fase finale della manifestazione. I vincitori dell'ultimo turno sono entrati di diritto nel tabellone principale. In caso di ritiro di uno o più giocatori aventi diritto a questi sono subentrati i lucky loser, ossia i giocatori che hanno perso nell'ultimo turno ma che avevano una classifica più alta rispetto agli altri partecipanti che avevano comunque perso nel turno finale.
Le qualificazioni del torneo U.S. Pro Tennis Championships 1997 prevedevano 32 partecipanti di cui 4 sono entrati nel tabellone principale.

## Teste di serie
1. Kenneth Carlsen (Qualificato)
2. Jérôme Golmard (Qualificato)
3. Dick Norman (primo turno)
4. Dennis van Scheppingen (ultimo turno)

1. Guillermo Cañas (Qualificato)
2. Lars Burgsmüller (primo turno)
3. Alejandro Hernández (secondo turno)
4. Stéphane Simian (secondo turno)

## Qualificati
1. Kenneth Carlsen
2. Jérôme Golmard

1. Albert Chang
2. Guillermo Cañas

## Tabellone

### Legenda
| - Q = Qualificato - WC = Wild card - LL = Lucky loser | - ALT = Alternate - SE = Special Exempt - PR = Protected Ranking | - w/o = Walkover - r = Ritirato - d = Squalificato |

### Sezione 1
|  | Primo turno   | Primo turno         | Primo turno         | Primo turno | Primo turno |  |  | Secondo turno | Secondo turno       | Secondo turno   | Secondo turno | Secondo turno |   |   | Ultimo turno | Ultimo turno    | Ultimo turno    | Ultimo turno | Ultimo turno |  |
|  |               |                     |                     |             |             |  |  |               |                     |                 |               |               |   |   |              |                 |                 |              |              |  |
|  | 1             | Kenneth Carlsen     | Kenneth Carlsen     | 6           | 6           |  |  |               |                     |                 |               |               |   |   |              |                 |                 |              |              |  |
|  |               | Damian Furmanski    | Damian Furmanski    | 4           | 3           |  |  | 1             | Kenneth Carlsen     | Kenneth Carlsen | 6             | 6             |   |   |              |                 |                 |              |              |  |
|  | Tuomas Ketola | Tuomas Ketola       | 6                   | 6           | 6           |  |  |               | Tuomas Ketola       | Tuomas Ketola   | 2             | 1             |   |   |              |                 |                 |              |              |  |
|  | Lorenzo Manta | Lorenzo Manta       | 3                   | 7           | 3           |  |  |               |                     |                 |               |               |   |   | 1            | Kenneth Carlsen | Kenneth Carlsen | 7            | 6            |  |
|  | David DiLucia | David DiLucia       | 7                   | 6           | 6           |  |  |               |                     |                 | David DiLucia | David DiLucia | 6 | 1 |              |                 |                 |              |              |  |
|  | Bobby Kokavec | Bobby Kokavec       | 6                   | 7           | 2           |  |  |               | David DiLucia       | 6               | 2             | 6             |   |   |              |                 |                 |              |              |  |
|  | 7             | Alejandro Hernández | Alejandro Hernández | 6           | 7           |  |  | 7             | Alejandro Hernández | 4               | 6             | 4             |   |   |              |                 |                 |              |              |  |
|  |               | Michael Shyjan      | Michael Shyjan      | 4           | 6           |  |  |               |                     |                 |               |               |   |   |              |                 |                 |              |              |  |

### Sezione 2
|  | Primo turno       | Primo turno       | Primo turno       | Primo turno | Primo turno |  |  | Secondo turno | Secondo turno     | Secondo turno     | Secondo turno     | Secondo turno     |   |   | Ultimo turno | Ultimo turno   | Ultimo turno   | Ultimo turno | Ultimo turno |  |
|  |                   |                   |                   |             |             |  |  |               |                   |                   |                   |                   |   |   |              |                |                |              |              |  |
|  | 2                 | Jérôme Golmard    | Jérôme Golmard    | 6           | 6           |  |  |               |                   |                   |                   |                   |   |   |              |                |                |              |              |  |
|  |                   | Tommi Lenho       | Tommi Lenho       | 2           | 2           |  |  | 2             | Jérôme Golmard    | Jérôme Golmard    | 7                 | 6                 |   |   |              |                |                |              |              |  |
|  | Kepler Orellana   | Kepler Orellana   | Kepler Orellana   | 6           | 6           |  |  |               | Kepler Orellana   | Kepler Orellana   | 6                 | 3                 |   |   |              |                |                |              |              |  |
|  | Thomas Blake      | Thomas Blake      | Thomas Blake      | 3           | 4           |  |  |               |                   |                   |                   |                   |   |   | 2            | Jérôme Golmard | Jérôme Golmard | 6            | 7            |  |
|  | Andrew Richardson | Andrew Richardson | Andrew Richardson | 6           | 6           |  |  |               |                   |                   | Andrew Richardson | Andrew Richardson | 3 | 5 |              |                |                |              |              |  |
|  | Mark Merklein     | Mark Merklein     | Mark Merklein     | 4           | 3           |  |  |               | Andrew Richardson | Andrew Richardson | 6                 | 6                 |   |   |              |                |                |              |              |  |
|  | 8                 | Stéphane Simian   | Stéphane Simian   | 7           | 6           |  |  | 8             | Stéphane Simian   | Stéphane Simian   | 2                 | 1                 |   |   |              |                |                |              |              |  |
|  |                   | Maks Mirny        | Maks Mirny        | 6           | 3           |  |  |               |                   |                   |                   |                   |   |   |              |                |                |              |              |  |

### Sezione 3
|  | Primo turno    | Primo turno      | Primo turno      | Primo turno | Primo turno |  |  | Secondo turno | Secondo turno | Secondo turno | Secondo turno | Secondo turno |   |   | Ultimo turno | Ultimo turno | Ultimo turno | Ultimo turno | Ultimo turno |  |
|  |                |                  |                  |             |             |  |  |               |               |               |               |               |   |   |              |              |              |              |              |  |
|  |                | Albert Chang     | Albert Chang     | 6           | 7           |  |  |               |               |               |               |               |   |   |              |              |              |              |              |  |
|  | 3              | Dick Norman      | Dick Norman      | 0           | 5           |  |  | Albert Chang  | Albert Chang  | 2             | 6             | 7             |   |   |              |              |              |              |              |  |
|  | Hideki Kaneko  | Hideki Kaneko    | 4                | 6           | 6           |  |  | Hideki Kaneko | Hideki Kaneko | 6             | 1             | 6             |   |   |              |              |              |              |              |  |
|  | Devin Bowen    | Devin Bowen      | 6                | 3           | 2           |  |  |               |               |               |               |               |   |   | Albert Chang | Albert Chang | Albert Chang | 6            | 6            |  |
|  | Chris Groer    | Chris Groer      | Chris Groer      | 7           | 6           |  |  |               |               | Louis Gloria  | Louis Gloria  | Louis Gloria  | 1 | 1 |              |              |              |              |              |  |
|  | Filippo Veglio | Filippo Veglio   | Filippo Veglio   | 6           | 4           |  |  | Chris Groer   | Chris Groer   | 4             | 7             | 2             |   |   |              |              |              |              |              |  |
|  |                | Louis Gloria     | Louis Gloria     | 7           | 6           |  |  | Louis Gloria  | Louis Gloria  | 6             | 6             | 6             |   |   |              |              |              |              |              |  |
|  | 6              | Lars Burgsmüller | Lars Burgsmüller | 5           | 2           |  |  |               |               |               |               |               |   |   |              |              |              |              |              |  |

### Sezione 4
|  | Primo turno   | Primo turno            | Primo turno            | Primo turno            | Primo turno |  |  | Secondo turno | Secondo turno          | Secondo turno          | Secondo turno   | Secondo turno   |   |   | Ultimo turno | Ultimo turno           | Ultimo turno           | Ultimo turno | Ultimo turno |  |
|  |               |                        |                        |                        |             |  |  |               |                        |                        |                 |                 |   |   |              |                        |                        |              |              |  |
|  | 4             | Dennis van Scheppingen | Dennis van Scheppingen | Dennis van Scheppingen | 3           |  |  |               |                        |                        |                 |                 |   |   |              |                        |                        |              |              |  |
|  |               | Sébastien Leblanc      | Sébastien Leblanc      | Sébastien Leblanc      | 2r          |  |  | 4             | Dennis van Scheppingen | Dennis van Scheppingen | 6               | 6               |   |   |              |                        |                        |              |              |  |
|  | Eric Taino    | Eric Taino             | Eric Taino             | 6                      | 6           |  |  |               | Eric Taino             | Eric Taino             | 3               | 1               |   |   |              |                        |                        |              |              |  |
|  | Jamie Delgado | Jamie Delgado          | Jamie Delgado          | 3                      | 1           |  |  |               |                        |                        |                 |                 |   |   | 4            | Dennis van Scheppingen | Dennis van Scheppingen | 3            | 6            |  |
|  | Pier Gauthier | Pier Gauthier          | Pier Gauthier          | 7                      | 4           |  |  |               |                        | 5                      | Guillermo Cañas | Guillermo Cañas | 6 | 7 |              |                        |                        |              |              |  |
|  | Cecil Mamiit  | Cecil Mamiit           | Cecil Mamiit           | 6                      | 1r          |  |  |               | Pier Gauthier          | Pier Gauthier          | 4               | 3               |   |   |              |                        |                        |              |              |  |
|  | 5             | Guillermo Cañas        | Guillermo Cañas        | 6                      | 6           |  |  | 5             | Guillermo Cañas        | Guillermo Cañas        | 6               | 6               |   |   |              |                        |                        |              |              |  |
|  |               | Joshua Hausman         | Joshua Hausman         | 1                      | 3           |  |  |               |                        |                        |                 |                 |   |   |              |                        |                        |              |              |  |